# Östra Gerums socken
Östra Gerums socken i Västergötland ingick i Vartofta härad, ingår sedan 1974 i Tidaholms kommun och motsvarar från 2016 Östra Gerums distrikt.
Socknens areal är 8,66 kvadratkilometer varav 8,65 land. År 2000 fanns här 57 invånare.  Sockenkyrkan Östra Gerums kyrka ligger i socknen.

## Administrativ historik
Socknen har medeltida ursprung. Före den 1 januari 1886 (ändring enligt beslut den 17 april 1885) var namnet Gerums socken.
Vid kommunreformen 1862 övergick socknens ansvar för de kyrkliga frågorna till Gerums församling och för de borgerliga frågorna bildades Gerums landskommun. Landskommunen uppgick 1952 i Dimbo landskommun som upplöstes 1974 då denna del uppgick i Tidaholms kommun. Församlingen uppgick 2002 i Valstads församling.
1 januari 2016 inrättades distriktet Östra Gerum, med samma omfattning som församlingen hade 1999/2000.  
Socknen har tillhört län, fögderier, tingslag och domsagor enligt vad som beskrivs i artikeln Vartofta härad. De indelta soldaterna tillhörde Skaraborgs regemente, Vartofta kompani.

## Geografi
Östra Gerums socken ligger öster om Falköping med Gisseberget i öster och Gerumsberget i väster. Socknen är en odlingsbygd på Falbygden med skogsbygd i väster och höjder som på Gerumsberget når 328 meter över havet.

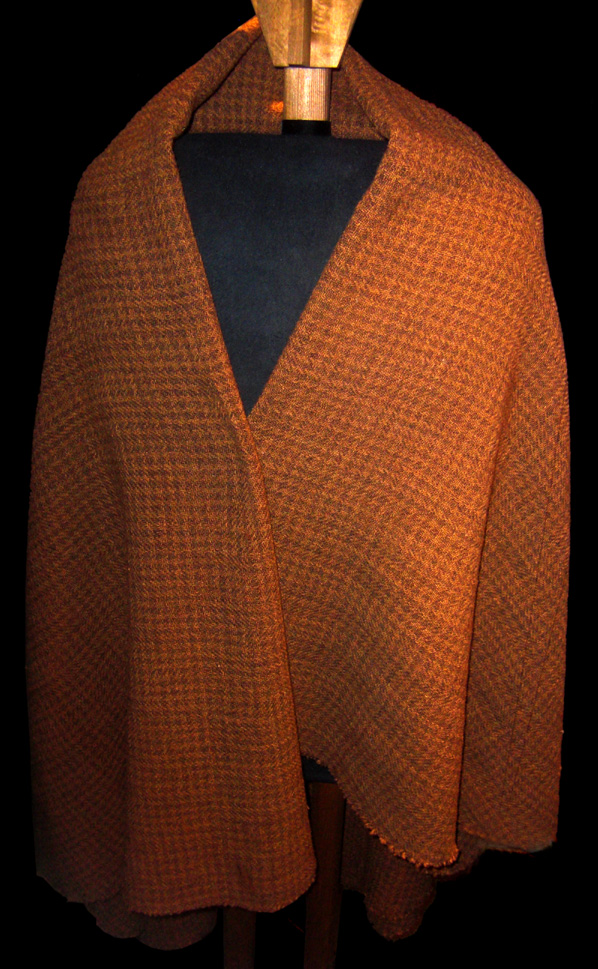
Kopia av Gerumsmanteln

## Fornlämningar
Boplatser och en hällkista från stenåldern är funna. Från järnåldern finns gravfält och stensättningar. 1920 påträffades fyndet Gerumsmanteln.

## Namnet
Namnet skrevs 1397 Gerema och kommer från kyrkbyn. Efterleden innehåller hem, 'boplats; gård'. Förleden innehåller gere, 'kil, kilformigt stycke, alternativt geir, 'spjut' och sftar på ett kil eller spjutliknande terrängformation.